# Розальмово
Розальмово (бел. Разальмоў) — деревня в Хотимском районе Могилёвской области Белоруссии.
Входит в состав Тростинского сельсовета.
Расположена восточной части района на правобережье реки Тростинка, к северо-востоку от её истока. Расстояние до районного центра Хотимск по автодороге — 19,5 км, до центра сельсовета деревни Тростино по прямой — чуть более 7 км. Ближайшие населённые пункты — Будочка, Дружба, Кленовка. Площадь занимаемой территории составляет 0,4848 км², протяжённость границ 3970 м.

## История
Известна с XIX века. В 1838 году, согласно документам на владение, неподалёку от деревни находилось одноимённое имение. Общая площадь составляла 246,5 десятин земли. В составе Забелышинской волости Климовичского уезда Могилёвской губернии Российской империи. По результатам переписи 1897 года насчитывала 24 двора и 155 жителей; близлежащий фольварк — 1 двор и 14 жителей. К началу XX века насчитывала 20 дворов, 329 жителей и 144 десятины земли; в одноимённом поместье М. Борисовича — 10 жителей, 235 десятин, из которых 50 десятин — лесные угодья. С 1935 по 1960 годы Розальмово было центром Первомайского сельсовета.

## Этимология
Существует легенда, что когда-то местный пан назвал деревни в честь своих дочерей: Розалия — Розальмов и Екатерина — Екатеринполье.

## Население
На 1 января 2002 года деревня насчитывала 49 дворов и 96 жителей.

## Транспорт
Через Розальмово проходит автомобильная дорога местного значения Н11355 Тростино — Ельня.
Через деревню проходит регулярный автобусный маршрут Хотимск — Ельня.

## Достопримечательности
Усадьба (прежде — контора совхозного отделения, потом клуб)

## Известные жители и уроженцы
- Ермакова, Надежда Андреевна — белорусский государственный деятель, председатель правления Национального банка Республики Беларусь с 27 июля 2011 года.